# Bundesvereinigung Deutscher Orchesterverbände
Die Bundesvereinigung Deutscher Orchesterverbände e.V. (BDO) war bis zum März 2019 der Dachverband aller Verbände nicht-beruflicher Orchester und Ensembles in Deutschland. 
Am 29. März 2019 schlossen sich die BDO und die Bundesvereinigung Deutscher Chorverbände zu einem übergreifenden Dachverband der Amateurmusik zusammen, dem Bundesmusikverband Chor & Orchester e.V. (BMCO).    

## Ziele und Aufgaben
Das Ziel der BDO war die Förderung der Musikausübung breiter Bevölkerungsschichten und die Koordination der in ihr zusammengeschlossenen Verbände. Dazu dienten Aktivitäten zur Stärkung der öffentlichen Wahrnehmung der Orchester und Musikensembles, die außerschulische musikalische Jugendbildung, die Veranstaltung von Wettbewerben und die Entwicklung von Programmen und Arbeitstagungen. Die BDO verwaltete dazu die im Zusammenhang des Kinder- und Jugendplanes vom Bundesministerium für Familie, Senioren, Frauen und Jugend bereitgestellten Mittel sowie die Maßnahmen des Förderprogramms der kulturellen Bildung in Deutschland „Kultur macht stark. Bündnisse für Bildung“ des Bundesministeriums für Bildung und Forschung.

## Organisationsformen
Organisationsformen waren das Präsidium, die Mitgliederversammlung und die Geschäftsstelle. 
Das Präsidium bestand aus dem Präsidenten, seinem Stellvertreter sowie den jeweiligen Vertretern der Fachbereiche Blasmusik, Posaunenchöre, Harmonika, Saiteninstrumente sowie Sinfonie- und Kammerorchester.
Die elf Mitgliederverbände des Dachverbandes waren zuletzt:
- Der Bund Deutscher Blasmusikverbände e.V. (BDB)
- Der Bund Deutscher Zupfmusiker e.V. (BDZ)
- Der Bund für Zupf- und Volksmusik Saar e.V. (BZVS)
- Der Bund Saarländischer Musikvereine e.V. (BSM)
- Der Bundesverband Deutscher Liebhaberorchester e.V. (BDLO)
- Die Bundesvereinigung Deutscher Musikverbände e.V. (BDMV)
- Der Deutsche Akkordeonlehrer-Verband e.V. (DALV)
- Der Deutsche Harmonika-Verband e.V. (DHV)
- Das Fachgebiet Musik und Spielmannswesen des Deutschen Turner-Bundes e.V.,
- Der Deutsche Zithermusik-Bund e.V. (DZB)
- Der Evangelische Posaunendienst in Deutschland e.V. (EPiD)

Diese Verbände bestehen ihrerseits aus zahlreichen kleineren Mitgliedsverbänden und sind aufgrund historisch gewachsener Strukturen in ihrer jeweiligen Größe, in den Organisationsformen und im Hinblick auf die Anzahl der in ihnen vertretenen Laienmusiker sehr unterschiedlich. Insgesamt vertrat die BDO etwa zwei Millionen Menschen, die in rund 35.000 Ensembles und Orchestern musizieren.
Die Geschäftsstelle befand sich in der Cluser Straße 5 in Trossingen.

## Aktivitäten
Die BDO organisierte – im Wechsel mit der Bundesvereinigung Deutscher Chorverbände (BDC) – die Tage der Chor- und Orchestermusik, den Wettbewerb der Auswahlorchester sowie das Deutsche Musiktreffen 60+.
Seit 2006 verlieh die BDO jährlich die Hans-Lenz-Medaille an einzelne Persönlichkeiten oder an Institutionen für herausragende Verdienste um das Amateurmusizieren. Der Name der Medaille erinnert an Hans Lenz, der die dritte Präsidentschaft des BDO innehatte. Zu den Preisträgern gehören Sir Simon Rattle, José Antonio Abreu sowie der Bayerische Rundfunk. Alle zwei Jahre verlieh sie außerdem die vom Bundespräsidenten gestifteten Auszeichnungen Zelter-Plakette und Pro-Musica-Plakette. Die Auszeichnungen werden seit 2019 vom Bundesmusikverband Chor & Orchester weiterhin verliehen.